# Briefmarken-Jahrgang 2021 der Bundesrepublik Deutschland
Der Briefmarken-Jahrgang 2021 der Bundesrepublik Deutschland wurde im Dezember 2019 vom zuständigen Bundesministerium der Finanzen vorgestellt und im November 2020 aktualisiert.

## Einführung Matrixcode und blaue Stempelfarbe
Die erste Marke mit Matrixcode erschien im Februar 2021 und hat das Thema: »Digitaler Wandel – Die Briefmarke wird digital«. Ab 2022 sollen dann alle Neuausgaben einen individuellen Matrix-Code gemäß ISO/IEC 16022 in einer Abmessung von 6,8 × 20,3 mm erhalten, was mehr als vier Milliarden Nummern innerhalb eines Motivs erlaubt, um eine eindeutige individuelle Kennung für jede Briefmarke zu erhalten. Das dient der Fälschungssicherheit und der Verhinderung betrügerischer Mehrfachverwendung. Des Weiteren wird der Matrixcode auch eine Sendungserfassung und -steuerung und -nachverfolgung erlauben sowie detaillierte Hintergrundinformationen zum jeweiligen Postwertzeichen. Durch die Einführung des Matrixcodes wird es nur noch vier neue Formate für die Gestaltung von Briefmarken geben. Des Weiteren wird die Stempelfarbe, die der Entwertung der Marken dient, von schwarz auf blau umgestellt, damit der Matrixcode auch nach einer entsprechenden Entwertung noch richtig ausgelesen werden kann.

## Neue Dauermarkenserie
Die offizielle Herausgabe der gesamten Dauerserie Welt der Briefe mit aktuell gültigen Portowerten war ursprünglich ab 3. Januar 2022 geplant, daher tragen auch alle bereits bekanntgegebenen Postwertzeichen der Dauerserie die Jahreszahl 2022. Die komplette Umstellung aller Portowerte erfolgt bis 31. Dezember 2022. Damit insbesondere auf Grund der Portoänderung ein Vorratskauf von Frankierkunden ab 2. Dezember 2021 mit neuen Portowerten ermöglicht wird, hat sich die Deutsche Post entschieden, einzelne Werte als Zehnerbogen und Markenset bereits früher bereitzustellen, um den Kauf dieser Postwertzeichen zu entzerren. Um in jedem Fall eine Einheitlichkeit der Dauermarken-Serie (auch für künftige philatelistische Zwecke) herbeizuführen, lautet die Dauerserie der ersten Generation mit Matrixcode einheitlich auf 2022.

## Liste der Ausgaben und Motive
Legende
- Bild: Eine bearbeitete Abbildung der genannten Marke. Das Verhältnis der Größe der Briefmarken zueinander ist in diesem Artikel annähernd maßstabsgerecht dargestellt. Sollten keine Marken abgebildet sein, liegt es daran, dass das Urheberrecht des Künstlers noch nicht erloschen ist.
- Beschreibung: Eine Kurzbeschreibung des Motivs und/oder des Ausgabegrundes. Bei ausgegebenen Serien oder Blocks werden die zusammengehörigen Beschreibungen mit einer Markierung versehen eingerückt.
- Wert: Der Frankaturwert der einzelnen Marke in Eurocent. Ein „+“ bedeutet, dass es sich um eine Zuschlagsmarke handelt (= Frankaturwert + Spende).
- Ausgabedatum: Das Datum des erstmaligen Verkaufs dieser Briefmarke.
- Auflage: Soweit bekannt, wird hier die zum Verkauf angebotene Anzahl dieser Ausgabe angegeben.
- Entwurf: Soweit bekannt, wird hier angegeben, von wem der Entwurf dieser Marke stammt.
- Mi.-Nr.: Diese Briefmarke wird im Michel-Katalog unter der entsprechenden Nummer gelistet.

| Sondermarken | Sondermarken | Sondermarken      | Sondermarken          | Sondermarken                     | Sondermarken                           | Sondermarken  | Sondermarken |
| ------------ | --- | ----------------- | --------------------- | -------------------------------- | -------------------------------------- | ------------- | ------------ |
| Bild         | Beschreibung | Werte in Eurocent | Ausgabe- datum (2021) | Auflage                          | Entwurf                                | Mi.-Nr.       |              |
|              | Serie: Deutschland von oben - Siedlung in Lübeck | 60                | 7. Januar             | 2.405.450 davon 32.000 auf ETB   | Bettina Walter                         | 3580          |              |
|              | - Siedlung in Lübeck | 60                | 7. Januar             | 2.405.450 davon 32.000 auf ETB   | Bettina Walter                         | 3581          |              |
|              | 175 Jahre Kindermissionswerk | 80                | 7. Januar             | 3.444.950 davon 32.000 auf ETB   | Serge Rompza und Anders Hofgaard       | 3582          |              |
|              | Serie: Deutschland von oben - Siedlung in Lübeck | 60                | 7. Januar             | ?.???.000                        | Bettina Walter                         | 3583          |              |
|              | - Siedlung in Lübeck selbstklebend aus Folienblatt | 60                | 7. Januar             | ?.???.000                        | Bettina Walter                         | 3584 FB 103   |              |
|              | Plusmarken-Serie: Für die Wohlfahrtspflege – Grimms Märchen – Frau Holle zur Unterstützung der Bundesarbeitsgemeinschaft der Freien Wohlfahrtspflege e. V. - Die Prüfung | 80+40             | 4. Februar            | 2.410.600 davon 32.000 auf ETB   | Michael Kunter                         | 3585          |              |
|              | - Die Besinnung und Sehnsucht | 95+45             | 4. Februar            | 3.000.600 davon 32.000 auf ETB   | Michael Kunter                         | 3586          |              |
|              | - Die Wiedergeburt | 155+55            | 4. Februar            | 4.481.600 davon 32.000 auf ETB   | Michael Kunter                         | 3587          |              |
|              | 1700 Jahre jüdisches Leben in Deutschland | 80                | 4. Februar            | 3.439.000 davon 32.000 auf ETB   | Detlef Behr                            | 3588          |              |
|              | 150. Geburtstag von Reichspräsident Friedrich Ebert | 95                | 4. Februar            | 3.358.000 davon 32.000 auf ETB   | Matthias Wittig                        | 3589          |              |
|              | Digitaler Wandel | 80                | 4. Februar            | 3.528.500 davon 32.000 auf ETB   | Jan-Niklas Kröger und Jennifer Dengler | 3590          |              |
|              | Plusmarken-Serie: Für die Wohlfahrtspflege – Grimms Märchen – Frau Holle - Die Prüfung selbstklebend aus Markenheftchen und Rolle                                        | 80+40             | 4. Februar            | ?.???.000                        | Michael Kunter                         | 3591 MH 121   |              |
|              | Digitaler Wandel selbstklebend aus Folienblatt | 80                | 4. Februar            | 100.310.000                      | Jan-Niklas Kröger und Jennifer Dengler | 3592 FB 104   |              |
|              | Serie: U-Bahn-Stationen - U-Bahnhof Überseequartier Hamburg | 95                | 1. März               | 3.283.000 davon 32.000 auf ETB   | Jennifer Dengler                       | 3593          |              |
|              | - U-Bahnhof Westend Frankfurt | 270               | 1. März               | 3.273.000 davon 32.000 auf ETB   | Jennifer Dengler                       | 3594          |              |
|              | 25 Jahre Schachcomputer Deep Blue schlägt Schachweltmeister Kasparow | 110               | 1. März               | 3.356.000 davon 32.000 auf ETB   | Thomas Steinacker                      | 3595          |              |
|              | 50 Jahre „Die Sendung mit der Maus“ | 80                | 1. März               | 4.072.500 davon 32.000 auf ETB   | Bettina Walter                         | 3596          |              |
|              | 50 Jahre „Die Sendung mit der Maus“ selbstklebend aus Folienblatt | 80                | 1. März               | 62.700.000                       | Bettina Walter                         | 3597 FB 105   |              |
|              | 200. Geburtstag des Naturheilkundlers Sebastian Kneipp | 155               | 1. April              | 3.813.300 davon 32.000 auf ETB   | Veit Grünert                           | 3598          |              |
|              | 50 Jahre 100-Meter-Radioteleskop Effelsberg | 155               | 1. April              | 3.436.800 davon 32.000 auf ETB   | Michael Menge                          | 3599          |              |
|              | Bundesgartenschau Erfurt | 80                | 1. April              | 3.532.300 davon 32.000 auf ETB   | Andrew und Jeffrey Goldstein           | 3600          |              |
|              | Mundharmonika | 190               | 1. April              | 3.327.800 davon 32.000 auf ETB   | Julia Neller                           | 3601          |              |
|              | Plusmarken-Serie: Für den Sport – Neue Olympische Sportarten zur Unterstützung der Stiftung Deutsche Sporthilfe - Baseball                                               | 80+40             | 6. Mai                | 1.662.500 davon 32.000 auf ETB   | Thomas Serres                          | 3602          |              |
|              | - Softball | 95+45             | 6. Mai                | 1.662.500 davon 32.000 auf ETB   | Thomas Serres                          | 3603          |              |
|              | - Wellenreiten | 155+55            | 6. Mai                | 1.642.500 davon 32.000 auf ETB   | Thomas Serres                          | 3604          |              |
|              | Serie: Europa - Gefährdete Wildtiere | 80                | 6. Mai                | 3.468.800 davon 32.000 auf ETB   | Thomas Serres                          | 3605          |              |
|              | 100. Geburtstag der Widerstandskämpferin Sophie Scholl | 80                | 6. Mai                | 3.856.800 davon 32.000 auf ETB   | Detlef Behr                            | 3606          |              |
|              | Serie: U-Bahn-Stationen - U-Bahnhof Überseequartier Hamburg selbstklebend aus Folienblatt                                                                                | 95                | 6. Mai                | ?.???.000                        | Jennifer Dengler                       | 3607 FB 106   |              |
|              | Serie: Junge Wildtiere - Hamster | 60                | 10. Juni              | 3.437.800 davon 32.000 auf ETB   | Jennifer Dengler                       | 3608          |              |
|              | - Steinbock | 95                | 10. Juni              | 3.382.300 davon 32.000 auf ETB   | Jennifer Dengler                       | 3609          |              |
|              | 100. Geburtstag des Künstlers Joseph Beuys | 155               | 10. Juni              | 3.325.800 davon 32.000 auf ETB   | Frank Philippin                        | 3610          |              |
|              | Fußball-Europameisterschaft der Herren | 80                | 10. Juni              | 4.039.800 davon 32.000 auf ETB   | Thomas Serres                          | 3611          |              |
|              | 70 Jahre diplomatische Beziehungen zwischen Indien und Deutschland | 170               | 10. Juni              | 3.406.800 davon 32.000 auf ETB   | Matthias Wittig                        | 3612          |              |
|              | Serie: Himmelsereignisse - Gewitter | 80                | 1. Juli               | 3.432.300 davon 32.000 auf ETB   | Bettina Walter                         | 3613          |              |
|              | - Superzelle | 370               | 1. Juli               | 3.198.800 davon 32.000 auf ETB   | Bettina Walter                         | 3614          |              |
|              | Serie: Leuchttürme - Leuchtfeuer Tinsdal | 60                | 1. Juli               | 3.561.800 davon 32.000 auf ETB   | Team Rogger                            | 3615          |              |
|              | 100 Jahre Berliner AVUS | 155               | 1. Juli               | 3.327.800 davon 32.000 auf ETB   | Thomas Steinacker                      | 3616          |              |
|              | Serie: Himmelsereignisse - Gewitter selbstklebend aus Folienblatt und Rolle                                                                                              | 80                | 1. Juli               | 61.000.000                       | Bettina Walter                         | 3617 FB 107   |              |
|              | Plusmarken-Serie: Für die Jugend – Historische Traktoren zur Unterstützung der Stiftung Deutsche Jugendmarke e. V. - Porsche Diesel Master von 1958                      | 80+40             | 5. August             | 1.640.500 davon 32.000 auf ETB   | Nadine Nill                            | MH 122 3618   |              |
|              | - Bergmann Gaggenau von 1906 | 95+45             | 5. August             | 1.640.500 davon 32.000 auf ETB   | Nadine Nill                            | 3619          |              |
|              | - Lanz HP Knicklenker 1923 | 155+55            | 5. August             | 1.640.500 davon 32.000 auf ETB   | Nadine Nill                            | 3620          |              |
|              | 500 Jahre Augsburger Fuggerei | 80                | 5. August             | 3.651.300 davon 32.000 auf ETB   | Sandra Hoffmann Robbiani               | 3621          |              |
|              | 50 Jahre 100-Meter-Radioteleskop Effelsberg selbstklebend aus Markenheftchen und Rolle                                                                                   | 155               | 5. August             | 131.710.000 davon 32.000 auf ETB | Michael Menge                          | 3622 MH 123   |              |
|              | Serie: Tag der Briefmarke - Bordeaux-Brief Ausgabe auch als Briefmarkenblock                                                                                             | 80+40             | 2. September          | 1.716.000 davon 32.000 auf ETB   | Carsten Wolff                          | 3623 Block 88 |              |
|              | Serie: Optische Täuschungen - Scheinbare Bewegung | 190               | 2. September          | 3.382.300 davon 32.000 auf ETB   | Thomas Steinacker                      | 3624          |              |
|              | 150. Geburtstag Hildegard Wegscheider | 95                | 2. September          | 3.447.800 davon 32.000 auf ETB   | Iris Utikal und Michael Gais           | 3625          |              |
|              | 50 Jahre Bundesausbildungsförderungsgesetz (BaFöG) | 80                | 2. September          | 3.389.800 davon 32.000 auf ETB   | Nicole Elsenbach                       | 3626          |              |
|              | Telefonseelsorge | 80                | 2. September          | 3.375.800 davon 32.000 auf ETB   | Elisabeth Hau                          | 3627          |              |
|              | Serie: U-Bahn-Stationen - U-Bahnhof Westend Frankfurt selbstklebend aus Folienblatt                                                                                      | 270               | 2. September          | 29.068.500 davon 32.000 auf ETB  | Jennifer Dengler                       | 3628 FB 108   |              |
|              | Serie: Junge Wildtiere - Steinbock selbstklebend aus Folienblatt | 95                | 2. September          | ?.???.000                        | Jennifer Dengler                       | 3629 FB 109   |              |
|              | Serie: Optische Täuschungen - Schmetterlinge? | 155               | 7. Oktober            | 2.929.200 davon 32.000 auf ETB   | Thomas Steinacker                      | 3630          |              |
|              | Serie: Sagenhaftes Deutschland - Die Heinzelmännchen | 60                | 7. Oktober            | 2.983.740 davon 32.000 auf ETB   | Thomas Steinacker                      | 3631          |              |
|              | - Die Nibelungen | 80                | 7. Oktober            | 3.011.240 davon 32.000 auf ETB   | Thomas Steinacker                      | 3632          |              |
|              | Serie: Street Art - 1010 – Tropfen und Ringe | 80                | 7. Oktober            | 2.993.700 davon 32.000 auf ETB   | Bettina Walter                         | 3633          |              |
|              | Gefahren des Klimawandels, Wald ist Klimaschutz | 80                | 7. Oktober            | 3.117.200 davon 32.000 auf ETB   | Constanze Hein                         | 3634          |              |
|              | Serie: Street Art - 1010 – Tropfen und Ringe selbstklebend aus Folienblatt                                                                                               | 80                | 7. Oktober            | ?.???.000                        | Bettina Walter                         | 3635 FB 110   |              |
|              | Plusmarken-Serie: Weihnachten - Die Botschaft des Engels „Fürchtet Euch nicht“ (Lk 2,8–12)                                                                               | 80+40             | 2. November           | 2.151.300 davon 32.000 auf ETB   | nexd                                   | 3636          |              |
|              | Briefmarkenblock – Serie: Aufrechte Demokraten - Robert Blum | 80                | 2. November           | 1.815.500 davon 32.000 auf ETB   | Annette Le Fort und André Heers        | Block 89 3637 |              |
|              | Serie: Deutsche Fernsehlegenden - 50 Jahre „Polizeiruf 110“ | 95                | 2. November           | 3.133.200 davon 32.000 auf ETB   | Thomas Steinacker                      | 3638          |              |
|              | 100 Jahre Deutscher Tanzsportverband | 80                | 2. November           | 3.107.200 davon 32.000 auf ETB   | Katrin Stangl                          | 3639          |              |
|              | „Frohe Weihnachten“ | 80                | 2. November           | 3.669.700 davon 32.000 auf ETB   | Bettina Walter                         | 3640          |              |
|              | 25 Jahre Schachcomputer Deep Blue schlägt Schachweltmeister Kasparow selbstklebend aus Folienblatt                                                                       | 110               | 2. November           | ?.???.000                        | Thomas Steinacker                      | 3641 FB 111   |              |
|              | Plusmarken-Serie: Weihnachten - Die Botschaft des Engels „Fürchtet Euch nicht“ (Lk 2,8–12) selbstklebend aus Markenheftchen                                              | 80+40             | 2. November           | 5.767.050 davon 32.000 auf ETB   | nexd                                   | 3642 MH 124   |              |
|              | „Frohe Weihnachten“ selbstklebend aus Folienblatt | 80                | 2. November           | ?.???.000                        | Bettina Walter                         | 3643 FB 112   |              |
|              | Serie: Helden der Kindheit - Bibi & Tina | 60                | 2. Dezember           | 2.984.600 davon 32.000 auf ETB   | Jennifer Dengler                       | 3648          |              |
|              | - Die drei ??? | 80                | 2. Dezember           | 3.221.200 davon 32.000 auf ETB   | Jennifer Dengler                       | 3649          |              |
|              | 50 Jahre Ärzte ohne Grenzen | 270               | 2. Dezember           | 3.277.300 davon 32.000 auf ETB   | Daniela Haufe und Detlef Fiedler       | 3650          |              |
| Dauermarken  | |                   |                       |                                  |                                        |               |              |
| Bild         | Beschreibung | Werte in Eurocent | Ausgabe- datum (2021) | Auflage                          | Entwurf                                | Mi.-Nr.       |              |
|              | Serie: Welt der Briefe - Seebriefrose | 5                 | 2. Dezember           | ?.???.000                        | Bettina Walter                         | 3644          |              |
|              | - Brieftaube | 85                | 2. Dezember           | ?.???.000                        | Bettina Walter                         | 3645          |              |
|              | - Briefsegler | 100               | 2. Dezember           | ?.???.000                        | Bettina Walter                         | 3646          |              |
|              | - Briefdrachen | 160               | 2. Dezember           | ?.???.000                        | Bettina Walter                         | 3647          |              |
|              | - Seebriefrose selbstklebend aus Folienblatt | 5                 | 2. Dezember           | ?.???.000                        | Bettina Walter                         | 3651 FB 113   |              |
|              | - Brieftaube selbstklebend aus Folienblatt und Rolle | 85                | 2. Dezember           | ?.???.000                        | Bettina Walter                         | 3652 FB 114   |              |
|              | - Briefsegler selbstklebend aus Folienblatt | 100               | 2. Dezember           | ?.???.000                        | Bettina Walter                         | 3653 FB 115   |              |
|              | - Briefdrachen selbstklebend aus Folienblatt und Rolle | 160               | 2. Dezember           | ?.???.000                        | Bettina Walter                         | 3654 FB 116   |              |